# پاپلار اسپرینگز، شهرستان استوکس، کارولینای شمالی
پاپلار اسپرینگز (به انگلیسی: Poplar Springs) یک منطقهٔ مسکونی در ایالات متحده آمریکا است که در شهرستان استوکس، کارولینای شمالی واقع شده‌است. پاپلار اسپرینگز ۳۲۳٫۰۹ متر بالاتر از سطح دریا واقع شده‌است.